# Jay Larrañaga
Pour les articles homonymes, voir Larranaga.
Jay Larranaga, né le 30 janvier 1975 à Charlotte (États-Unis), est un joueur puis entraîneur irlando-américain de basket-ball. Comme joueur, il évolue au poste d'arrière  (1,96 m).

## Carrière

### Entraineur de basket-ball
Jay Larranaga est nommé entraîneur adjoint des Celtics de Boston (NBA) le 21 août 2012. Il devient le premier adjoint de Brad Stevens aux Celtics. Stevens est promu General Manager après la saison saison 2020-2021, et le contrat de Larrañaga n'est pas renouvelé par les Celtics. Larranaga rejoint les Clippers de Los Angeles en juillet 2021.

## Palmarès

### Joueur de basket-ball
- Finaliste du championnat de France en 2000 avec l'ASVEL
- Champion d'Espagne 2005 avec le Real Madrid
- Coupe d'Italie 2006 avec Naples